# Polatouche
Taxons concernés
- Sous-famille 
  - Pteromyinae (dont des polatouches)
- Genres :
  - Glaucomys
    - Glaucomys sabrinus ou grand polatouche
    - Glaucomys oregonensis ou Polatouche de Humboldt
    - Glaucomys volans ou petit polatouche

  - Pteromys
    - Pteromys volans ou polatouche de Sibérie
    - Pteromys momonga ou polatouche du Japonmodifier

Le terme Polatouche est un nom vernaculaire qui peut désigner en français plusieurs espèces différentes d'écureuils volants de la sous-famille des Pteromyinae et appartenant aux genres Pteromys ou Glaucomys. La présence notamment d'un patagium, membrane reliant leurs membres, leur permet d'effectuer des vols planés sur de longues distances.

## Liste des animaux appelés polatouches
- Grand polatouche - Glaucomys sabrinus
- Petit polatouche - Glaucomys volans
- Polatouche de Humboldt - Glaucomys oregonensis
- Polatouche de Sibérie - Pteromys volans
- Polatouche du Japon - Pteromys momonga

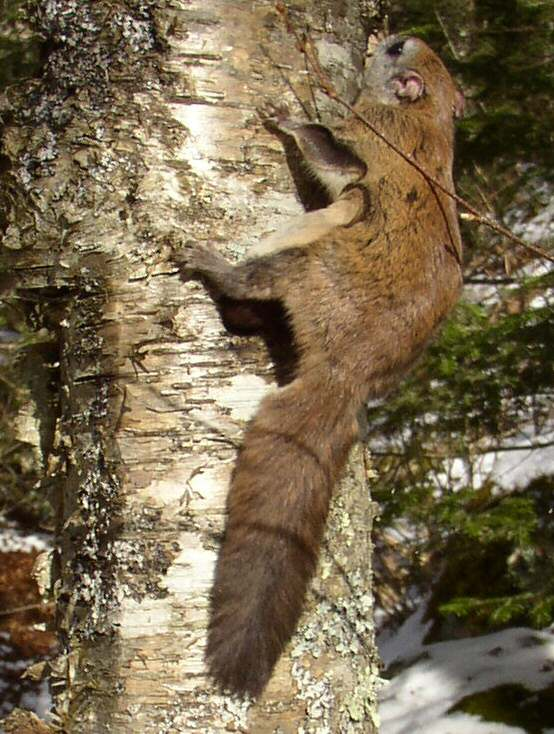
Grand polatouche
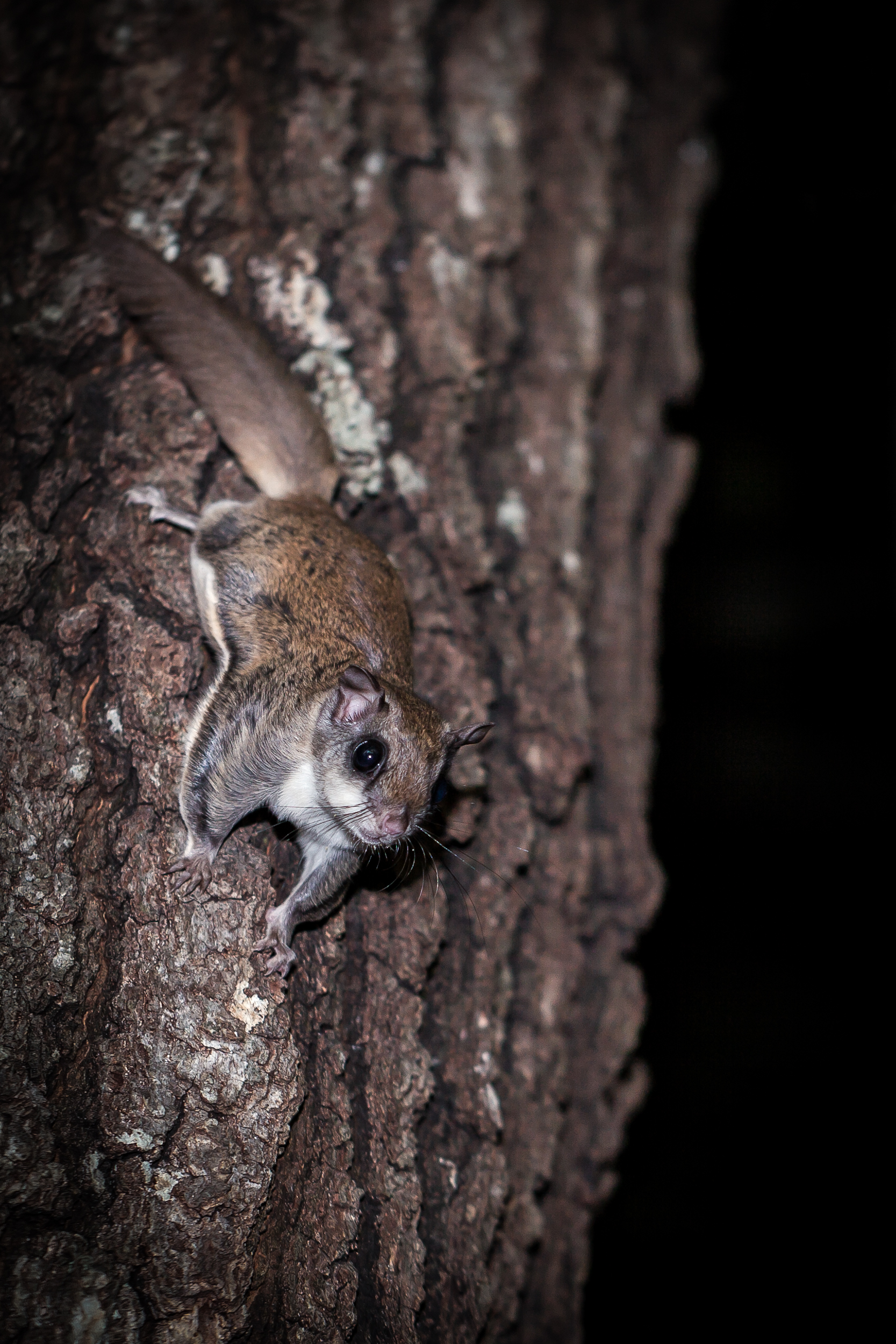
Petit polatouche
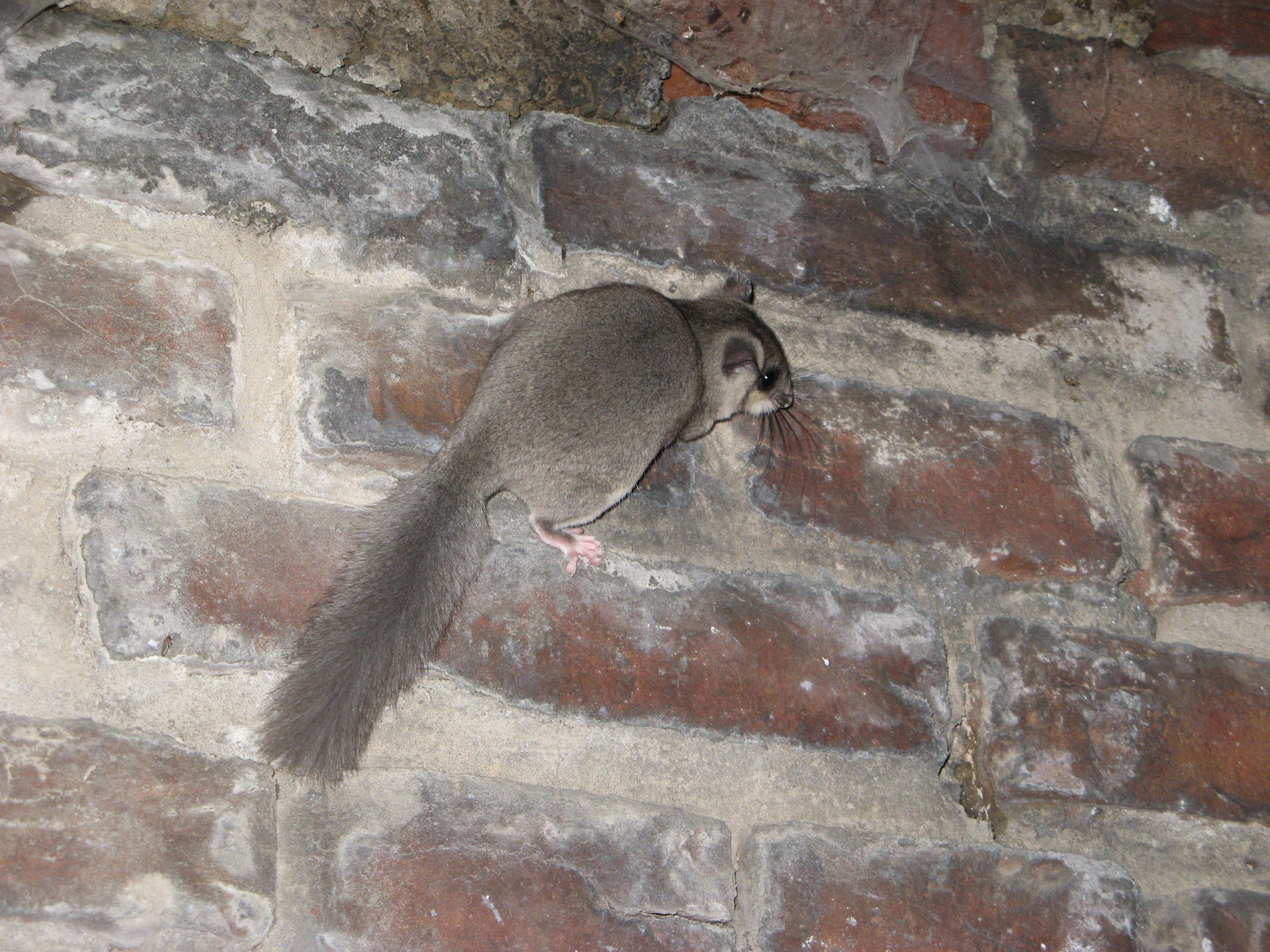
Polatouche de Sibérie

## Étymologie
« Polatouche » vient du polonais polatucha signifiant « rondouillard à voile ».

## Physiologie, comportement et écologie
Les caractéristiques générales des polatouches sont celles des Pteromyinae. Un polatouche est un rongeur de 30 cm planant grâce à une membrane tendue latéralement entre ses pattes. Les Glaucomys font partie des rares mammifères connus à être luminescents.

## Polatouche dans la culture populaire
- De 1990 à 2005 le département de l'Oise a eu une mascotte nommée Polatouche (en fait un mélange entre un écureuil et un lémurien)[3],[4],[5].
- L'Hiver de Léo Polatouche est un livre de Nicole Leroux qui en 2004 a obtenu le Prix canadien du Gouverneur général dans la catégorie littérature jeunesse de langue française - texte[6].
- Dans le tome 26[7] de la bande dessinée Yakari (épisode 14 de la saison 1 du dessin animé), intitulé  La Vengeance du carcajou, un féroce glouton ou carcajou souhaite voler comme un polatouche.